# لتی (ناحیه پیسک)
لتی (به چکی: Lety) یک منطقهٔ مسکونی در جمهوری چک است که در ناحیه پیسک واقع شده‌است. لتی ۱۳٫۹۲ کیلومتر مربع مساحت و ۲۸۵ نفر جمعیت دارد و ۴۵۰ متر بالاتر از سطح دریا واقع شده‌است.